# 馬耳他總理
马耳他总理是马耳他的政府首脑。由马耳他议会选举产生。

## 历史
1921年马耳他自治政府成立，其首脑称为首席部长(Head of Ministry)，期间职务因宪法被中止而被撤销两次。第一届(1930 - 33)部长首脑(当时为杰拉尔德·斯特里克兰)和他的内阁被保留，在1934年后第二届内阁被英国殖民政府驳回。
1936年宪法被废除，马耳他由英国殖民政府直接领导。1947年，英国允许马耳他成立自治政府，而仍然保留其殖民地位，保罗·博法出任首任自治政府总理。但随后在1958年撤销自治政府。
1964年9月21日马耳他正式宣布独立，为英联邦成员国。1974年12月13日修改宪法，正式成立马耳他共和国。
马耳他议会实行一院制，称众议院。议会经普选产生执政党和在野党，由执政党组成政府。1998年9月马耳他国民党在大选中获得胜利，埃迪·芬内克·阿达米组成新一届国民党政府。2003年4月15日，国民党连任，2004年3月，阿达米辞职后，劳伦斯·冈奇(Hon.Dr.Lawrence Gonzi)接任总理兼财政部长，并对内阁进行调整。
总理府(总理办公室，简称OPM)自1972年以来位于瓦莱塔的奥伯吉城堡(Auberge de Castille)，是政府的行政总部，核心部门包括内阁秘书处(OPM)、管理和人员办公室、信息部门和马耳他武装部队(AFM)总部。目前，有在OPM超过300名公务员，不包括约1500人的AFM员工。

## 总理列表
1921年马耳他政府成立以来有12人担任总理，1933年至1947年以及1958年和1962年期间这个职务没有存在，
| 总理                                   | 总理  | 总理                     | 任期   | 任期           | 任期           | 任期           | 政党     |
| #                                      | 肖像  | 名字                     | #      | 选举           | 上任           | 离任           | 政党     |
| -------------------------------------- | ----- | ------------------------ | ------ | -------------- | -------------- | -------------- | -------- |
| 1                                      |       | 约瑟夫·霍华德            |        | 1921年         | 1921年10月26日 | 1923年10月13日 | 政治联盟 |
| 2                                      |       | 弗朗西斯科·布哈吉亚      |        | —              | 1923年10月13日 | 1924年9月22日  | 政治联盟 |
| 3                                      |       | 乌戈·帕斯夸尔·米夫萨德   | 第1屆  | 1924年         | 1924年9月      | 1927年8月      | 国民党   |
| 4                                      |       | 杰拉尔德·斯特里克兰      |        | 1927年         | 1927年8月      | 1932年6月21日  | 宪法党   |
| (3)                                    |       | 乌戈·帕斯夸尔·米夫苏德   | 第2屆  | 1932年         | 1932年6月21日  | 1933年11月2日  | 国民党   |
| 官职废除(1933年11月2日- 1947年11月4日) |       |                          |        |                |                |                |          |
| 5                                      |       | 保罗·博法                |        | 1947年         | 1947年11月4日  | 1949年10月15日 | 工党     |
| 5                                      |       | 保罗·博法                | —      | 1949年10月15日 | 1950年9月26日  | 工人党         |          |
| 6                                      |       | 恩里科·米兹              |        | 1950年         | 1950年9月26日  | 1950年12月20日 | 国民党   |
| 7                                      |       | 乔治·博尔格·奥利维尔     | 第1屆  | —              | 1950年12月20   | 1951年5月      | 国民党   |
| 7                                      | 第2屆 | 乔治·博尔格·奥利维尔     | 1951年 | 1951年5月      | 1953年         |                | 国民党   |
| 7                                      | 第3屆 | 乔治·博尔格·奥利维尔     | 1953年 | 1953年         | 1955年3月11日  |                | 国民党   |
| 8                                      |       | 多姆·明托夫              | 第1屆  | 1955年         | 1955年3月11日  | 1958年4月26日  | 工党     |
| 官职废除(1958年4月26日- 1962年3月5日)  |       |                          |        |                |                |                |          |
| (7)                                    |       | 乔治·博尔格·奥利维尔     | 第4屆  | 1962年         | 1962年3月5日   | 1966年3月      | 国民党   |
| (7)                                    | 第5屆 | 乔治·博尔格·奥利维尔     | 1966年 | 1966年3月      | 1971年6月21日  |                | 国民党   |
| (8)                                    |       | 多姆·明托夫              | 第2屆  | 1971年         | 1971年6月21日  | 1976年9月18日  | 工党     |
| (8)                                    | 第3屆 | 多姆·明托夫              | 1976年 | 1976年9月18日  | 1981年12月12日 |                | 工党     |
| (8)                                    | 第4屆 | 多姆·明托夫              | 1981年 | 1981年12月12日 | 1984年12月22日 |                | 工党     |
| 9                                      |       | 卡尔梅努·米夫苏德·邦尼奇 |        | —              | 1984年12月22日 | 1987年5月12日  | 工党     |
| 10                                     |       | 埃迪·芬内克·阿达米       | 第1屆  | 1987年         | 1987年5月12日  | 1992年2月22日  | 国民党   |
| 10                                     | 第2屆 | 埃迪·芬内克·阿达米       | 1992年 | 1992年2月22日  | 1996年10月28日 |                | 国民党   |
| 11                                     |       | 阿尔弗雷德·桑特          |        | 1996年         | 1996年10月28日 | 1998年9月6日   | 工党     |
| (10)                                   |       | 埃迪·芬内克·阿达米       | 第3屆  | 1998年         | 1998年9月6日   | 2003年4月12    | 国民党   |
| (10)                                   | 第4屆 | 埃迪·芬内克·阿达米       | 2003年 | 2003年4月12    | 2004年3月23日  |                | 国民党   |
| 12                                     |       | 劳伦斯·冈奇              | 第1屆  | —              | 2004年3月23日  | 2008年3月10日  | 国民党   |
| 12                                     | 第2屆 | 劳伦斯·冈奇              | 2008年 | 2008年3月10日  | 2013年3月11日  |                | 国民党   |
| 13                                     |       | 约瑟夫·穆斯卡特          |        | 2013年 2017年  | 2013年3月11日  | 2020年1月13日  | 工党     |
| 14                                     |       | 罗伯特·阿贝拉            |        |                | 2020年1月13日  |                | 工党     |